# Vivero de Estufas de El Retiro
El Vivero de Estufas de El Retiro es un recinto que se creó en 1889 en el Parque del Retiro de Madrid para albergar varios invernaderos antiguos de Madrid y otras instalaciones de cultivo. Está integrado en el paisaje cultural conocido como Paisaje de la Luz, que fue declarado Patrimonio de la Humanidad de la Unesco.

## Descripción
El Vivero de las Estufas de El Retiro fue construido en 1889, siendo el más antiguo de Madrid. Ocupa desde 1890 la zona suroccidental del Retiro, cerca de la Fuente del Ángel Caído, y tiene una superficie de 3,97 hectáreas. Es uno de los tres viveros municipales de Madrid, entre los que se encuentran también el Vivero de la Casa de Campo y el Vivero de Migas Calientes.
El Vivero de las Estufas de El Retiro se creó con el objetivo de contar un espacio para albergar varias estufas así como otro tipo de instalaciones de cultivo, como cajoneras, umbráculos y platabandas. En el recinto se encontraban también los talleres municipales encargados de los trabajos de albañilería, carpintería, cerrajería y fontanería para el mantenimiento de los Parques y Jardines de Madrid.
Además de los invernaderos que se encuentran en sus instalaciones, conocidas como las Estufas del Retiro, el vivero cuenta con zonas de cultivo de plantas ornamentales, cajoneras y calderas antiguas, y una colección de aperos e instrumentos de cultivo tradicionales. También tiene huertos urbanos para los ciudadanos puedan cultivar sus propias frutas y verduras.
En el vivero se cultivan las plantas de interior que se suministran a los edificios del Ayuntamiento de Madrid así como las plantas de flor para los jardines y parques de la ciudad. En total, llega a tener una producción anual de 800.000 plantas de temporada, además de realizar cada año 700 servicios de adornos municipales y los ensayos de evaluación de novedades de plantas tanto de temporada como vivaces. La especialidad del vivero son las plantas de flor, contando con 50 variedades diferentes de pensamientos.

### Estufas del Retiro
Las Estufas del Retiro incluyen una colección de 19 invernaderos antiguos únicos en España además de otros 4 invernaderos de diseño moderno, ubicados todos ellos en los terrenos del Vivero de las Estufas de El Retiro. Algunas de esas estufas estaban originalmente dispersas por varias zonas del parque, y otras en algunos jardines históricos de Madrid. Entre ellas, se encuentran las estufas de hierro y cristal del Palacio de Liria de los duques de Alba, que se calentaban por un sistema de calderas de agua y tubos de cobre subterráneos, y que fueron vendidas en 1956 al Ayuntamiento de Madrid.